# Chronologie van de Chinese oudheid
De Chronologie van de Chinese oudheid biedt een overzicht van verschillende chronologische systemen die worden gehanteerd in de Chinese geschiedenis van voor 771 v. Chr (het einde van de Westelijke Zhou-dynastie).
Er bestaat geen eenduidigheid over de chronologie van de oudste Chinese geschiedenis. De oudste datum in de geschiedenis van de Chinese oudheid waar alle traditionele historische bronnen het over eens zijn is 841 v.Chr. In dat jaar begon Gong He het Regent (bestuurder)regentschap voor de Zhou-koning Xuan Wang. Vanaf dat jaar werd door terugrekenen de chronologie voor de Westelijke Zhou, de Shang, de Xia-dynastie en de mythische tijd bepaald. 

## Pseudo chronologie van de traditionele historiografie
Voor de periode vanaf 1300 v.Chr. bestaat de mogelijkheid de overgeleverde namen en data te vergelijken met contemporaine inscripties op orakelbeenderen en schildpadbehuizingen. Ten aanzien van de periode vóór 1300 is men echter volledig aangewezen op traditionele bronnen. Die zijn pas in de 2e eeuw v.Chr. ontstaan. Oude mythen, legenden en overleveringen zijn daarin samengevoegd en 'gerationaliseerd'. Zij werden voortdurend herschreven en van nieuw materiaal voorzien. Volgens de confucianistische traditie was China vanaf het eerste moment een keizerlijke eenheidsstaat. Dit sloot een gelijktijdig bestaan van heersers uit. Goden en mythische clanleiders konden dan ook niet naast elkaar staan, zij werden achter elkaar geplaatst. Ook de keizerlijke bestuursvorm van de 2e eeuw v.Chr. werd teruggeprojecteerd, compleet met hofhouding en bureaucratie. Vanaf de Han-dynastie werd de aldus ontstane lijst van heersers voorzien van een chronologie. De heersers uit de mythische tijd en mogelijk ook die van de Xia vroege Shang-dynastie werden zo in een pseudo-historische traditie geplaatst.

## Traditionele chronologie
De traditionele chronologie gaat terug op berekeningen van Liu Xin (46 v. Chr - 23 n.Chr.) die in de tweede helft van de eerste eeuw n.Chr. in de Hanshu zijn opgenomen. Hieruit kan worden bepaald dat de Westelijke Zhou 341 jaar, de Shang 644 en de Xia 439 jaar regeerden. Uitgaande van 771 v.Chr. als het einde van de Westelijke Zhou dynastie begon de Zhou-dynastie dan 1122, de Shang-dynastie 1766 en de Xia-dynastie 2205.

## Bamboe-annalen
Volgens de Bamboe-annalen regeerde de Westelijke Zhou 280 jaar, de Shang 508 en de Xia 431 jaar. Uitgaande van 770 v.Chr. als het begin van de Oostelijke Zhou betekent dit dat de Zhou-dynastie 1050 begon, de Shang-dynastie 1558 en de Xia-dynastie 1989.

## Shiji
Sima Qian geeft in zijn Shiji ook een opsomming van regionale feodale heersers gedurende Westelijk Zhou, met lengte van hun regeringen. Door terug te rekenen vanaf 841 v.Chr. kan worden bepaald dat in 998 Bo Kao als hertog van Lu aan de macht kwam. Zijn voorganger, Bo Qin, regeerde 46 jaar en was gelijktijdig met koning Cheng van Zhou aan de macht gekomen. Dat zou dan 1044 zijn geweest. Hiermee stemt Sima Qian precies overeen met de Bamboe-annalen, waaruit ook 1044 kan worden berekend voor het begin van de regeerperiode van Cheng. Omdat volgens Sima Qian de voorganger van Cheng, koning Wu, drie jaar korter regeerde dan volgens de Bamboe-annalen, begint Westelijk Zhou volgens de Shiji dan ook drie jaar eerder, 1047 v.Chr.
Voor de Mythische tijd, de Xia-dynastie en de Shang-dynastie geeft de Shiji niet aan hoelang de heersers regeerden.

## Moderne bewerking van de Bamboe-annalen
Volgens de door Wang Guowei eind 19e eeuw gereconstrueerde versie van de Bamboe-annalen regeerde de Westelijke Zhou 257 jaar, de Shang 496 en de Xia 471 jaar. Uitgaande van 770 v.Chr. als het begin van de Oostelijke Zhou betekent dit dat de Zhou-dynastie 1027 begon, de Shang-dynastie 1523 en de Xia-dynastie 1994.

## In de archeologie gebruikte chronologie
Chinese archeologen hanteren op basis van archeologische vondsten een minder nauwkeurige chronologie. De Westelijk Zhou omvatte volgens hen de periode tussen de laatste helft van de 11e eeuw en 771 v.Chr. Shang omvatte de 16e tot en met eerste helft van de 11e eeuw v.Chr. Xia besloeg de 21ste tot het begin van de 16e eeuw (waarvan de Erlitoucultuur het tijvak tussen de 19e en het begin van de 16e eeuw omvatte).

## Het Xia Shang Zhou Chronologie Project 1996-2000
Het Xia Shang Zhou Chronologie Project is een in 1996 door de regering van de Volksrepubliek China ingestelde multi-disciplinaire commissie. Zij maakte in 2000 haar onderzoeksresultaten bekend:
- Xia-dynastie (17 koningen) 2070-1600 v.Chr.
- Shang-dynastie
  - Vroege Shang-dynastie (19 koningen) 1600-1300 v.Chr.
  - Late Shang-dynastie (12 koningen) 1300-1046 v.Chr.
- Westelijke Zhou-dynastie 1046-771 v.Chr.

Deze chronologie moet volgens de Chinese regering de standaard worden voor zowel wetenschappelijke werken als schoolboeken.